# 江子翠
江子翠，又称江翠，舊名港仔嘴，位於台灣新北市板橋區東北一隅。由淡水河第一大支流大漢溪進入台北盆地後，與新店溪會合於江子翠（今重翠大橋附近），因而具備河岸開闊的景觀。
捷運板南線經過江子翠，在境內設有江子翠站；再加上省道台3線及東西向快速道路台64線等道路，使得其聯外交通極為方便。
江子翠與港仔嘴交界處（今萬板路與雙十路口）曾有全台第一個主題樂園—大同水上樂園，因此聞名全台。
歷史上有兩則殺人案被冠上「江子翠」之名也使江子翠聲名大噪（1977年江子翠分屍案與2014年北捷殺人案），但實際案情卻與此地無任何治安方面的關聯。

## 地名
江子翠舊名「江仔翠」，早期屬於「港仔嘴庄」的一部分，清代後期已獨立發展成庄，為區別于港仔嘴，乃採台語的近音雅字稱為「江仔翠」（kang-á-tshuì）。

## 區內開發

### 新北市門戶之一
江子翠是連接臺北市與新北市的門戶之一，大樓林立，新北市議會便設置於此。

### 經濟發展
江子翠商業、生活機能集中在江子翠（及新埔）捷運站週邊，尤其是雙十路二段一帶，連鎖商店林立，特色餐館也不少，診所醫療機構眾多。近文化路與雙十路口的昇陽立都辦公大樓，1997年完工時為全板橋第一高樓，帶來就業人潮。直到2002年，其紀錄才由新北市政府大樓取代。

### 河岸發展：江翠北側都市計劃
江翠北側都市計畫區主要包括江子翠、新埔、社後的沿岸地帶，新店溪岸一側延伸到華翠大橋（已屬港子嘴地區）；大漢溪岸一側則延伸到湳仔溝（部分已屬於番子園地區），重劃面積111公頃，分為6大區塊開發，規畫內容含住宅區及各項公共設施。

## 區內學校
- 江翠國小
- 莒光國小
- 文聖國小
- 江翠國中

## 區內設施

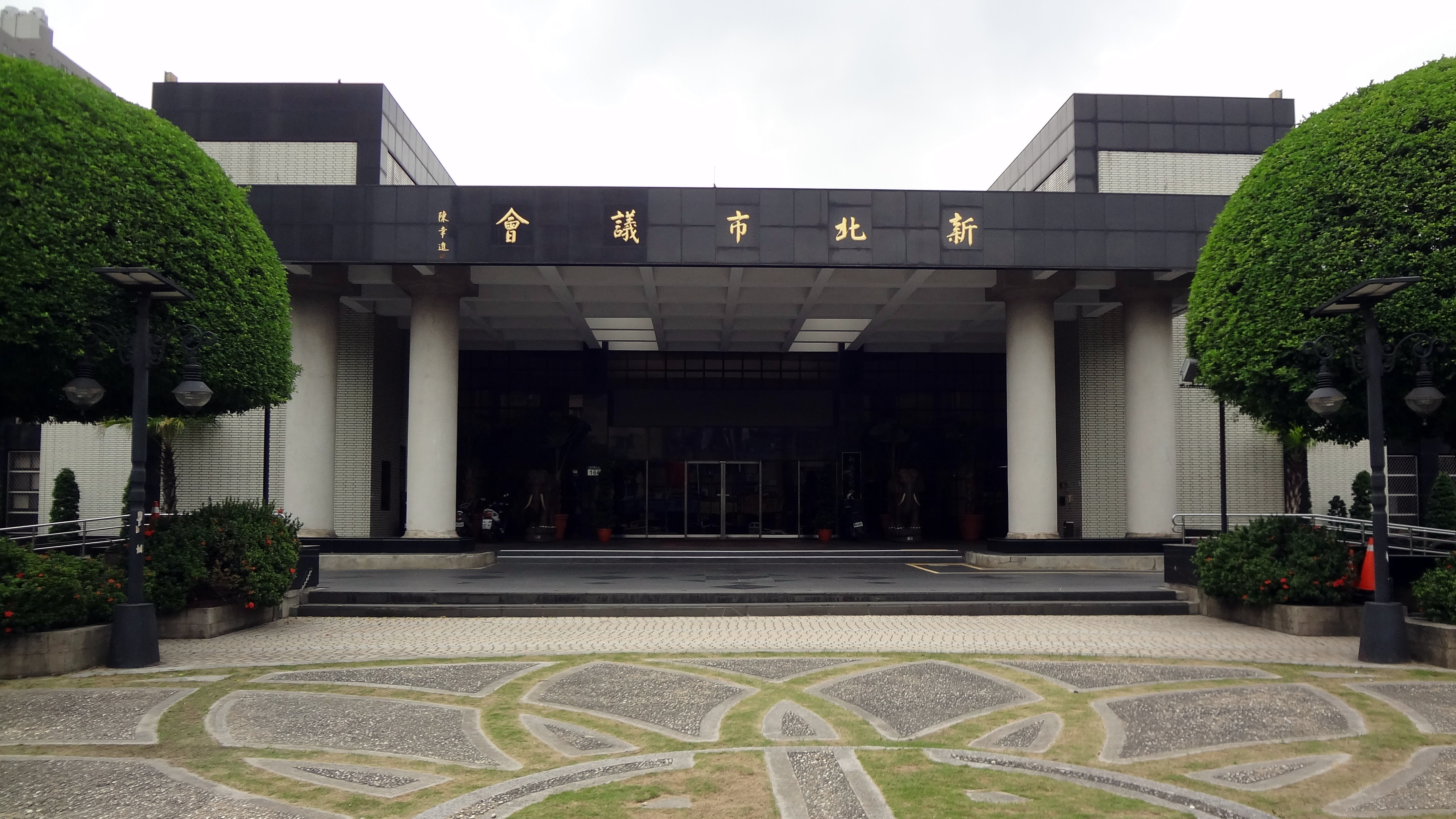
新北市議會

- 內政部警政署警察電訊所臺北分所
- 新北市議會
- 石雕公園
- 農村公園
- 八德公園
- 音樂公園
- 溪頭公園
- 資訊公園
- 永安公園
- 大昌國際
- 雙十人行廣場
- 江翠礫間水岸公園
- 江子翠河口景觀公園
- 華江自行車教育園區
- 潮和宮
- 江子翠鳳山寺
- 龍山寺文化廣場大樓
- 新北市立圖書館板橋江子翠分館

## 交通
江子翠交通便利，與北市以華江橋、萬板橋與華翠橋相連。新北環河快速道路、東西向快速道路（台64線）、環河快速道路三大快速道路亦設匝道連結江子翠。
- 文化路（台3線）
- 台64線
  - 17 江子翠江子翠交流道
- 雙十路一、二、三段，南接埔墘三民路。
- 萬板路
- 環河路
- 長江路二、三段
- 縣民大道、華翠橋、縱貫鐵路
- 藍色公路華江碼頭—位於華江橋上游，結合周邊河濱公園整體規劃，預計最快101年6月通航，途經新店溪及淡水河，可直達淡水漁人碼頭及八里左岸。
- 華江橋
- 重翠大橋（台64線、新北環快共構）
- 新北環河快速道路

### 捷運
2000年8月31日，捷運江子翠站隨著捷運「龍山寺－新埔」段正式通車而啟用。
- 板南線：江子翠站
- 環狀線：新埔民生站

## 引用文獻
1. ↑  
引文：「江子翠這搶眼易記的名字，深深烙印在民眾的心中...一起就是就讀東海大學環工系二年級的21歲鄭捷所犯下的「首宗」北捷殺人事件，另一起是民國66年發生駭人聽聞的台灣治安史上第一起分屍案─江子翠分屍案...當初發凶殺案真正的發生地點是在台北市濟南路二段六十二巷，但發現屍塊的地點在板橋市江翠里新海大橋附近的大漢溪邊，所以別誤會「江子翠」治安敗壞，同樣的北捷殺人事件，也只是凶嫌在「江子翠」站下車，而且住在江翠地區，因而以「江子翠」搶眼的名字為新聞主題。」史上兩起駭人凶殺案…　「江子翠」烙印民眾心中 （页面存档备份，存于），東森nownews，2014年5月23日。
2. ↑  .   [2014-05-27]. （原始内容存档于2015-04-02）.